# 費爾維尤 (新澤西州伯根縣)
費爾維尤（英語：Fairview）是位於美國新澤西州伯根縣的自治市鎮。

## 人口
根據2020年美國人口普查的數據，費爾維尤的面積為2.19平方千米，皆為陸地。當地共有人口15025人，而人口密度為每平方千米6,861人。